# 電子文件
電子文件是指可以用非實體方式（例如telex、电子邮件或互联网）寄送的文件。一開始，電腦上的資料只是中間產物，最後資料仍會列印成紙本文件。不過计算机网络持續發展，許多情形下，發布電子文件會比發布紙本文件要方便很多。電子視覺化顯示器的進步，也讓人可以在螢幕上直接閱讀文件，而不需將文件列出（此進步可以節省紙張，也可以減少儲存紙本文件所需的空間。不過，檔案最終格式使用電子檔案，會有檔案格式不相容的問題，這是紙本文件所不會有的。就算是纯文本電腦文件也免不了這樣的問題，例如因為MS-DOS和UNIX系統的換行處理不同，大部份MS-DOS程式都需要額外處理才能處理UNIX格式的文字檔，對於使用英語以外語言的人而言，不同的代码页也常是麻煩的來源之一。
隨著各種文字处理器、電子試算表和圖像軟件的檔案格式出現，問題就更加複雜。許多公司會針對其專屬檔案格式開發免費的檔案瀏覽器，像Adobe的Acrobat Reader就是PDF檔的瀏覽器。另一種處理方式是開發標準化的非專有檔案格式（例如HTML和OpenDocument），特殊用途的電子文件則使用專用的格式，例如物理學的電子文件常用TeX或PostScript。

## 外部連結
- What is a digital document
- Digital Imaging Frequent Questions 的存檔，存档日期2015-09-22.
- From ETSI